# Ghiacciaio Mushroom
Der Ghiacciaio Mushroom (italienisch-englisch für Pilzgletscher) ist ein 1,7 km langer Gletscher im ostantarktischen Viktorialand. In der Deep Freeze Range öffnet er sich 4 km nordwestlich des Gipfels des Mount Levick in südlicher Richtung zum Priestley-Gletscher.
Italienische Wissenschaftler benannten ihn 2002 nach seiner Form, in der er sich von einem schmalen Kopfende zu einer kuppelförmigen Mündung weitet.